# 十字架の道行き

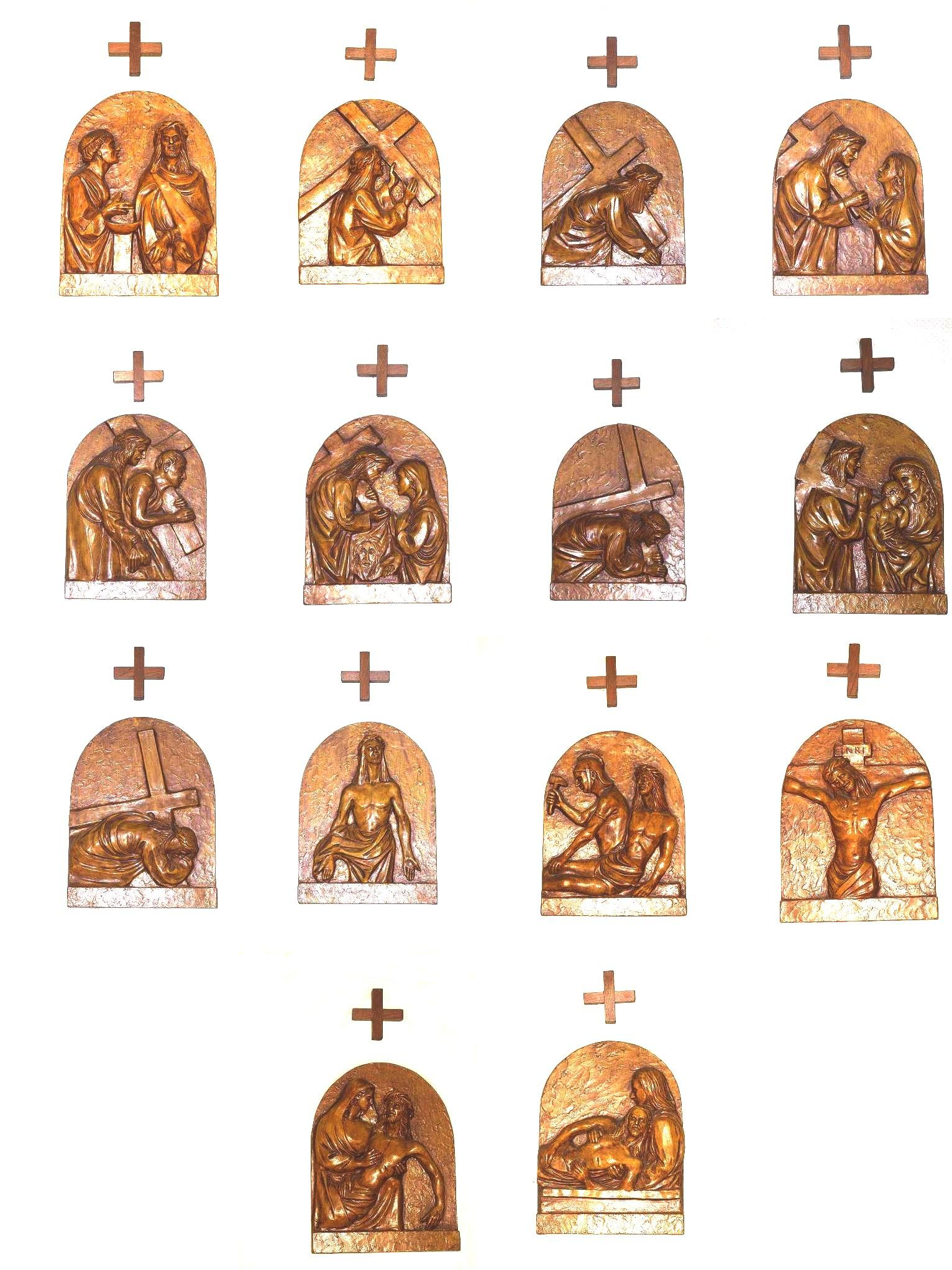
十字架の道行き　第1留-14留

十字架の道行き（じゅうじかのみちゆき）とは、カトリック教会で行われる儀式で、中世末期から行われてきた。キリストに倣う一形態ともいえる。イエス・キリストの受難の捕縛から受難を経て復活まで15の場面を、個々の場所や出来事を心に留めて祈りを奉げる。聖地巡礼ではそれぞれの場所で祈祷を行う。
これを模すためにカトリック教会の聖堂では壁に捕縛から埋葬まで14場面の聖画像が掲げてある。最後の15番目の場面の復活は祭壇側に向かって祈る。ただし、四旬節中は、14番目までの祈りが奉げられる。特に四旬節は毎週金曜日に行われるのが一般的である。

## 歴史
十字架の道行きは、エルサレムへの巡礼とヴィア・ドロローサを再現したいという願望に由来する。聖地を手本にすることは新しい概念ではなかった。例えば、イタリアのボローニャにある聖ステファノ大聖堂は、聖墳墓教会やオリーブ山、ヨサファト渓谷などを含む他の宗教的建造物を再現したものである。
1187年のヒッティーンの戦いの後、エルサレムは、エジプトとシリアの創始者であるサラーフッディーンの勢力により滅亡した。40年後、フランシスコ会は聖地に戻ることを許された。フランシスコ会の創設者であるアッシジのフランチェスコは、特別な崇拝をもってキリストの受難に倣い、聖痕を受けた最初の人物であったと言われている。1217年、アッシジのフランチェスコは聖地への信心を守り促進するために聖地の管理権を設立した。1342年に教皇クレメンス6世によって正式に聖地の管理者として宣言された時、フランシスコ会の努力は認められた。12-14世紀の間に聖地を訪れた何人かの旅行者（例えば、Riccoldo da Monte di Croce、Burchard of Mount Sion、James of Verona）は、巡礼者がたどった「ウィア・サクラ」に言及した。我々が理解しているように、彼らの説明にはこれを十字架の道で識別できるものは何もない。エルサレムのウィア・サクラの慣れ親しんだ場所に適用される「道行き」という言葉の最も初期の使用は、15世紀半ばに聖地を訪れたイギリス人巡礼者、William Weyの十字架へのキリストの足跡をたどる巡礼者を描いた物語の中で説明された。1521年に、聖地の道行きの挿絵の入ったGeystlich Strass（ドイツ語：spiritual road）と呼ばれる本が印刷された。
15世紀と16世紀の間に、フランシスコ会は聖地で彼らの信心業を普及するためにヨーロッパで一連の聖人の遺骨・遺物・像などを祭った)聖堂を建て始めた。道行きの留の数は7から30の間で変動した。通常は7であった。これらは通常ニュルンベルクのヨハンニシュ教会に通じるAdam Kraftによる1490年の配置のように、教会への入り口に沿って、しばしば小さな建造物の中に置かれた。多くの農村の例は、見栄えのいい樹木が茂った丘の上に、それ自体で魅力のあるものとして確立された。これらはSacred Mount Calvary of Domodossola(1657年)とSacro Monte di Belmonte(1712年)を含み、別の祈りのテーマに関する他の例と共に、世界遺産のピエモンテ州とロンバルディア州のサクリ・モンティの一部を形成する。これらの中で、彫刻は実物大に近く、非常に手の込んだものである。これらの面影はしばしばゴルゴタの丘と呼ばれる。
1686年にフランシスコ会の請願に答え、教皇インノケンティウス11世は、彼らの教会の中に十字架の道行きを設置する権利をフランシスコ会に与えた。1731年、教皇クレメンス12世は地元の司教の同意を得て、フランシスコ会の司祭がそれらを設置するという条件で、すべての教会に道行きを設置する権利を広げた。同時に、数は14に固定された。1857年に、イングランドの司教たちはフランシスコ会の司祭の介入なしに十字架の道行きを設置することを許され、そして1862年にこの権利は教会中の司教たちに拡大された。

## 各留
初期の7つの場面は、通常は以下の表示の2、3、4、6、7、11、及び14留であった。17世紀から20世紀にかけての標準の配置は、次の場面を描いた14枚の聖画または彫刻で構成されている。 
1. ピラトはイエスに死を宣告する。
2. イエスは十字架を受け入れる。
3. イエスは初めて倒れる。
4. イエスは聖母マリアに会う。
5. キレネのシモンは十字架を担うのを助ける。
6. ヴェロニカはイエスの顔を拭く。
7. イエスは再び倒れる。
8. イエスはエルサレムの婦人たちと会う。
9. イエスは三度倒れる。
10. イエスは服をはぎ取られる。
11. イエスは十字架に釘付けにされる。
12. イエスは十字架上で死去される。
13. イエスは十字架から降ろされる。
14. イエスは墓に葬られる。

伝統的には十字架の道行きの一部ではないが、イエスの復活の場面はごくまれであるが、15留として含まれている。